# Laura E. Richards
Laura E. Richards (ur. 27 lutego 1850 w Bostonie, zm. 14 stycznia 1943, w Gardiner, w stanie Maine) – amerykańska pisarka i poetka, znana jako autorka książek dla dzieci.

## Życiorys
Była córką Samuela Gridleya Howe'a, abolicjonisty i założyciela Perkins School for the Blind, pierwszej w Stanach Zjednoczonych instytucji edukacyjnej dla niewidomych i Julii Ward Howe. Matka autorki sama była poetką. Ułożyła słowa do pieśni The Battle Hymn of the Republic.
W 1871 Laura Howe poślubiła Henry'ego Richardsa, który w 1876 został kierownikiem należącego do jego rodziny młyna papierowego w Gardiner w stanie Maine. Miała siedmioro dzieci: Alice Maud, Rosalind, Henry'ego Howe'a, Julię Ward, Maud, Johna i Laurę Elizabeth. W 1917 roku Laura E. Richards otrzymała Nagrodę Pulitzera za biografię matki, napisaną wspólnie z siostrą, Maud Howe Elliott. Napisała też życiorys Florence Nightingale (Florence Nightingale: Angel of the Crimea, 1919).